# Corrente Loop

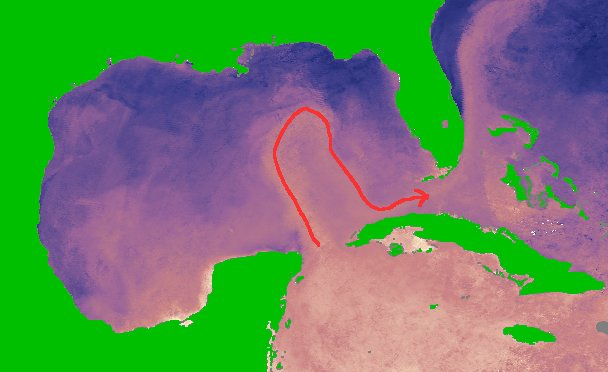
Mappa della corrente Loop

La corrente Loop (corrente ad anello), collegata alla corrente della Florida, è una corrente oceanica calda che fluisce verso nord tra Cuba e la Penisola dello Yucatán; si muove dapprima verso nord nel Golfo del Messico, quindi tende a formare un anello piegando prima verso est e poi verso sud, prima di uscire attraverso gli stretti della Florida per unirsi alla corrente del Golfo.
La corrente Loop, che agisce come principale fattore della circolazione marina nella parte orientale del Golfo del Messico, trasporta tra 23 e 27 sverdrup e raggiunge una velocità massima compresa tra 1,5 e 1,8 metri al secondo.
Una caratteristica collegata alla corrente è un'area di acqua calda in cui si formano vasti vortici (detti anelli della corrente Loop) che si separano dalla corrente Loop in modo casuale a intervalli di tempo compresi tra 3 e 17 mesi. Ruotando tra 1,8 e 2 m/sec, questi vortici si spostano verso ovest a velocità tra 2 e 5 Km al giorno, riuscendo a rimanere attivi fino a un anno prima di andare a sbattere contro le coste del Texas o del Messico. Questi vortici sono costituiti da acqua calda dei Caraibi e possiedono caratteristiche fisiche che li isolano dalle altre acque del Golfo del Messico. Possono raggiungere diametri compresi tra 200 e 400 km e estendersi fino a 1000 metri di profondità.